# Langwedel (Holstein)
 For alternative betydninger, se Langwedel. (Se også artikler, som begynder med Langwedel)
Langwedel er en kommune og en by i det nordlige Tyskland, beliggende i Amt Nortorfer Land i den sydøstlige del af Kreis Rendsborg-Egernførde. Kreis Rendsborg-Egernførde ligger i den centrale del af delstaten Slesvig-Holsten.

## Geografi
Langwedel ligger i Naturpark Westensee i et kuperet landskab. I kommunen ligger søerne Brahmsee, Lustsee, Manhagener See, Großer Pohlsee og Kleine Pohlsee. Langwedel ligger ved L 298, mellem Nortorf og A 215 mod Kiel.

### Nabokommuner
Mod nord ligger kommunen Westensee, mod nordøst
Schierensee og Blumenthal, mod øst Sören, mod sydøst Dätgen, mod syd Borgdorf-Seedorf, mod sydvest, Eisendorf, mod vest
Warder og mod nordvest Groß Vollstedt.